# Guinea Ecuatorial en los Juegos Olímpicos de Tokio 2020
Guinea Ecuatorial estuvo representada en los Juegos Olímpicos de Tokio 2020 por tres deportistas, dos hombres y una mujer, que compitieron en dos deportes.
Los portadores de la bandera en la ceremonia de apertura fueron los atletas Benjamín Enzema y Alba Mbo Nchama. El equipo olímpico ecuatoguineano no obtuvo ninguna medalla en estos Juegos.